# I. dinasztia
Az I. dinasztia az ókori egyiptomiak számára a történetiség kezdetét jelentette, hagyományosan innen számították az egyesített ország létrejöttét. Ma már tudjuk, hogy korábban is lehettek olyan uralkodók, akik a folyamvölgy nagyobb részét ellenőrzésük alatt tartották (0. dinasztia) és az egység az I. dinasztia kezdete után sem szilárdult meg (egészen a III. dinasztia koráig), a dinasztiák számozása mégis változatlan maradt.

## Az ősi Egyiptom

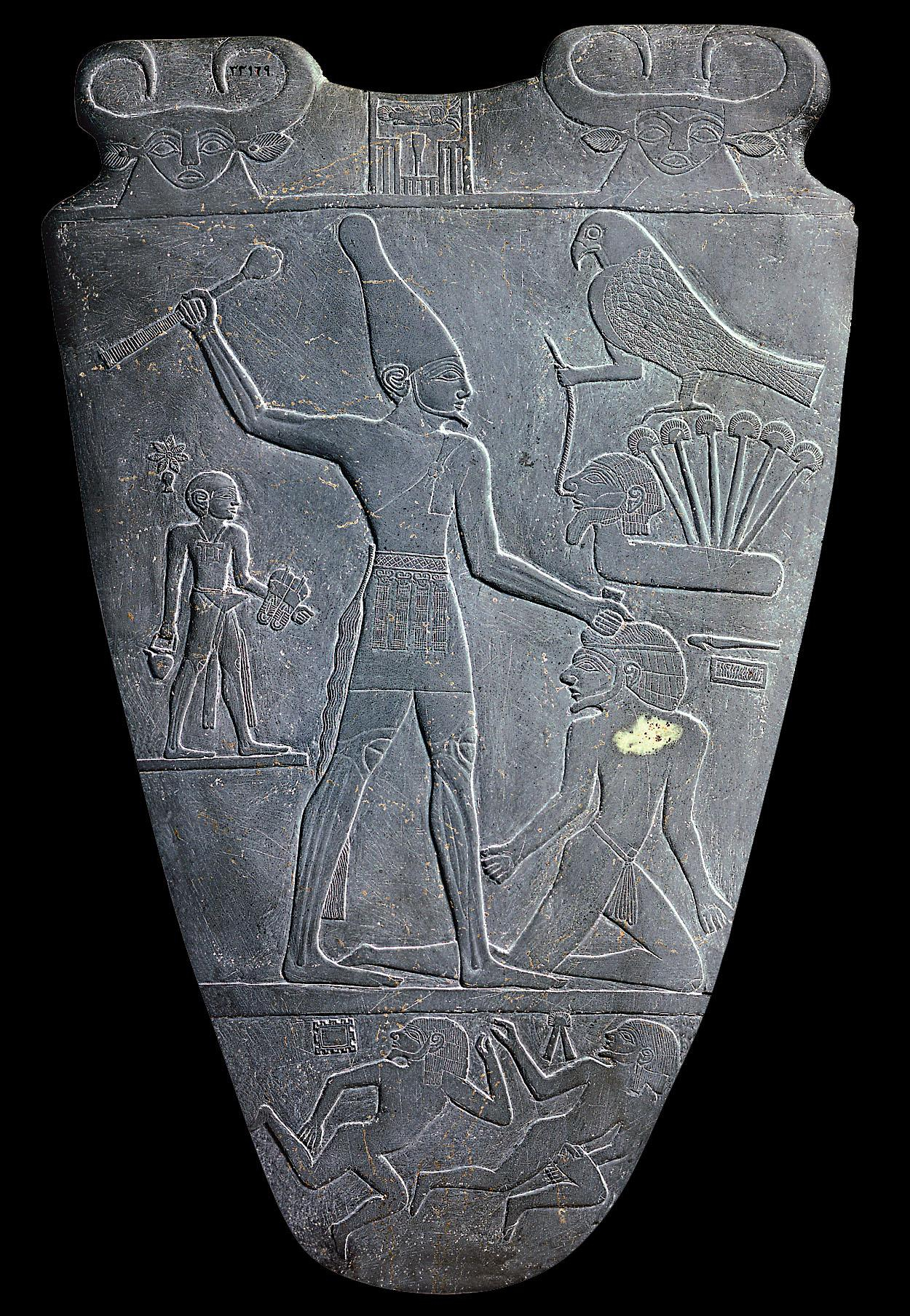
A Narmer-paletta

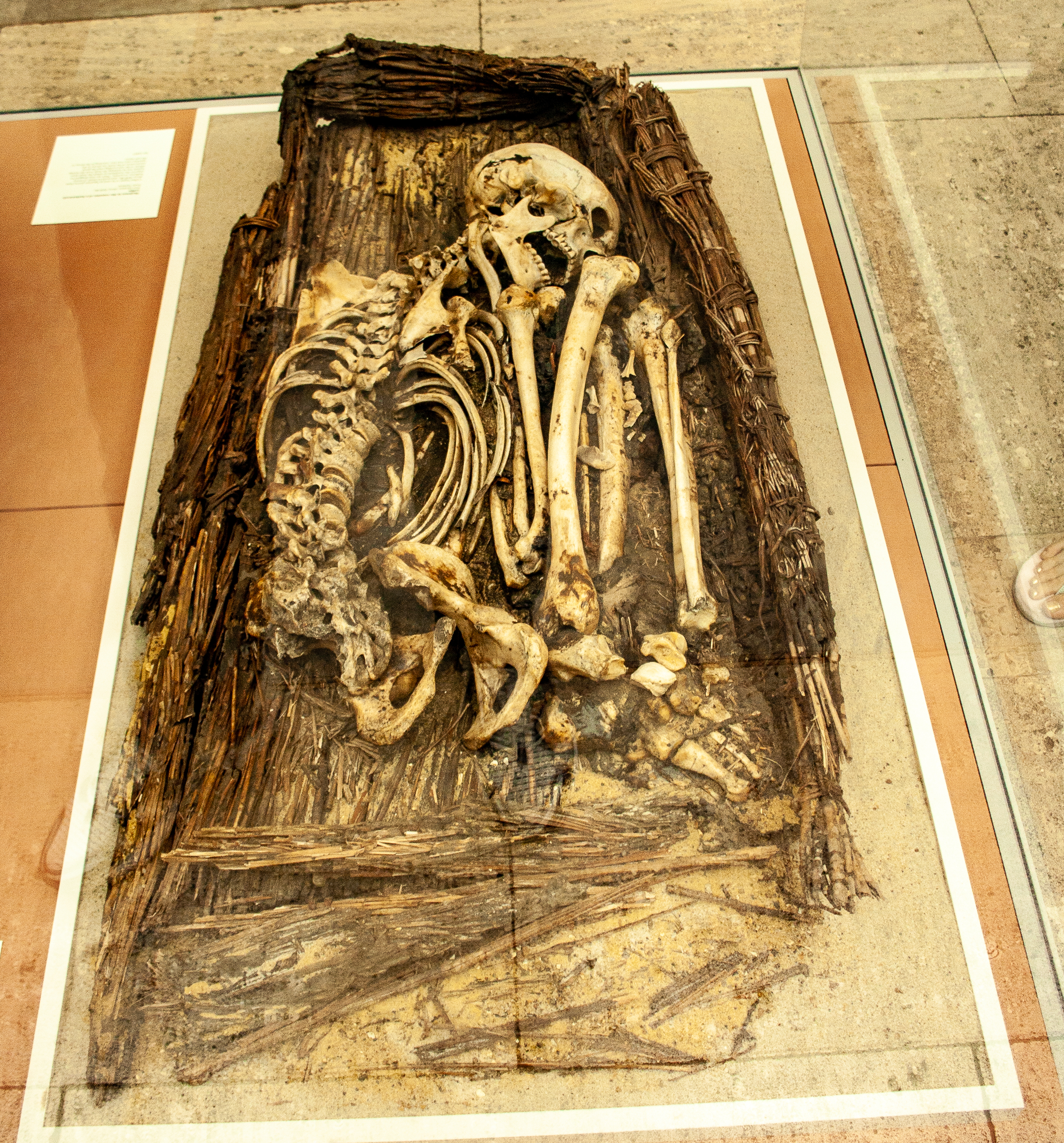
Temetkezés vesszőfonatos koporsóban az I. dinasztia idejéből (British Museum)

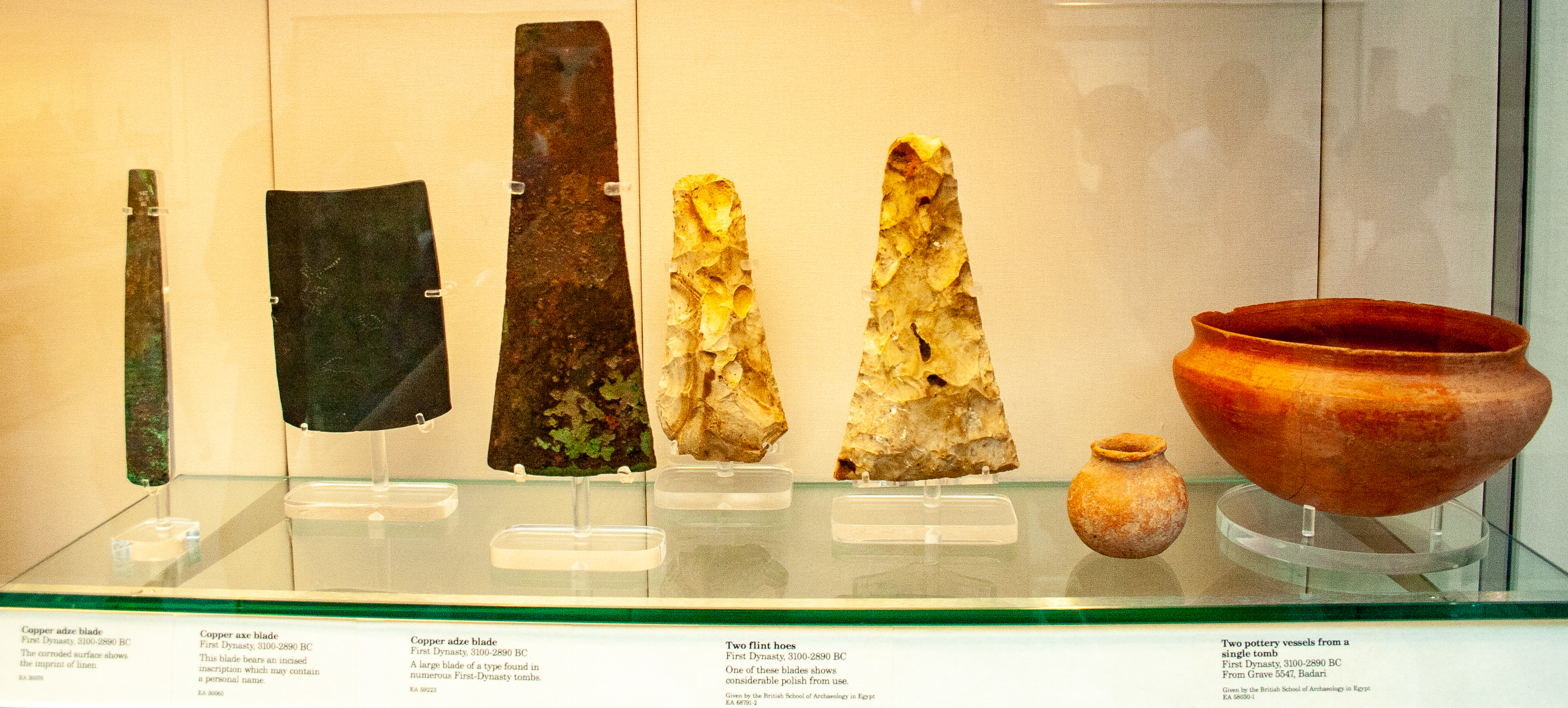
Réz- és kovakő eszközök, agyagedények az I. dinasztia idejéből (British Museum)

Az első két dinasztia uralkodásának ideje, a Kr. e. kb. 3000–2600 közötti időszak „archaikus” korként ismeretes, amely megelőzte az óbirodalom korát. Már ebben a nagyon korai szakaszban is tetten érhetők az ősi egyiptomi civilizáció később állandósult jellegzetességei. A király istenszerű lény, bár „Nagy Ház” jelentésű, „fáraó” megnevezése csak később, az újbirodalomban terjedt el. A kor nagy népeivel a babilóniakkal, hettitákkal, de a nyugati és keleti népekkel is gyakran harcoltak. A hadifoglyokat megcsonkították, amint az Narmer király festékes lemezén (Narmer-paletta) egyértelműen látható. A király hivatalnokaival és jelvényvivőivel körülvéve, lefejezett ellenségeinek holttestét vizsgálja. Ugyanezen a lemezen a királyt úgy ábrázolták, hogy az ellenség felé sújt dorongjával. Gyakran levágták a foglyok végtagjait és a fülüket, és ezeket átadták a királynak diadaluk jelképeként.

## Vallás
Az egyiptomi vallás bonyolult volt, és elsősorban a halál utáni létre összpontosított. Az örömteli túlvilági léthez meg akarták őrizni a testet, ezért változatos mumifikálási eljárásokat dolgoztak ki az uralkodók testének konzerválására. A nagy hatalmú papi és hivatalnokréteg is megjelent a korabeli társadalomban.

## Az ország tagoltsága
Már a Kr. e. IV. évezred végétől fejlett társadalmi szervezetű és kiemelkedő esztétikai értékeket létrehozó civilizáció bontakozott ki a Nílus mentén, két jól elkülöníthető területi egységben. Az az északi terület – a Nílus-delta – a Nílus torkolatvidékén létrejött Alsó-Egyiptom. Ennek fővárosa Buto volt, a déli Felső-Egyiptomé pedig Nehen (későbbi nevén Hierakónpolisz). Az első dinasztia (2955–2780) tagjait thinitáknak, az általuk meghatározott időszakot thiniszi vagy archaikus kornak nevezzük.

## A Nílus szerepe
Az írásbeliség kezdetei is erre az időre tehetők, maga az egyiptomi írott történelem kialakulása egybeesik az egységes állam létrejöttével. A száraz, csapadékszegény klíma miatt az áradás – amikor a Nílus kilépvén medréből termékeny iszapréteggel árasztja el a földeket, ami miatt Hérodotosz a „Nílus ajándékának” nevezi Egyiptomot – jelentette az egyiptomi ember számára az életet, s ezzel együtt a gazdálkodás lehetőségét. Az intenzív öntözéses földművelés és az alluviális (áradmányos, hordalékos) talaj adottságai tették szükségessé és elkerülhetetlenné a munka megszervezését, a központi irányítást, a két országrész lakóinak területi összefogását, a csatornahálózat rendszeres és tervszerű karbantartását.

## Államrend
A dualista államrend jut kifejezésre a paletták (a predinasztikus kor tárgyi dokumentumai) művészi ábrázolásain az ország két felének megjelenítésével. Az állam élén álló fáraó személye egyesítette a politikai és vallási hatalmat, mint az állam egységének szimbóluma, testet öltött istenség volt. Hatalmának alapja az erőszakszervezet és a hozzá kapcsolódó hivatali apparátus. A sajátosan ókori keleti államformát despotizmusnak nevezzük.

## Temetkezésük
A thiniszi vagy archaikus korban, az I. (2955–2780) és II. dinasztia (2780–2635) idején készültek azok a gigantikus méreteket öltött építészeti alkotások, melynek első megjelenési formái a masztabák (felfelé lépcsőzetesen keskenyedő téglalap alakú kő- vagy téglaépítmények, sírhelyek), illetve a piramisok. A fáraók ekkoriban egyszerre két helyre temetkeztek: Abüdoszba (Abydosz), ahol kenotáfiumot, jelképes síremléket emeltek nekik, valamint Memphiszben, ahol örök nyugalomra helyezték a testet.

## Uralkodók
Egyiptológusok vitatják, hogy  ki volt az I. dinasztia alapítója. A történelmi hagyomány ezt Meni (görögül Ménész) nevéhez köti, aki eszerint egyesítette Egyiptomot és megalapította Memphiszt, az új fővárost. A hagyomány úgy tartja, hogy Meni vízilóvadászat közben halt meg. Meniról azonban alig maradt fenn feljegyzés, főként a XIX. dinasztiából származó torinói és abüdoszi királylistákról ismert. A modern egyiptológia ezért úgy gondolja, hogy Meni egy másik uralkodó neve lehetett, régészek többsége szerint vagy Narmer, vagy Hór-Aha. Ezen feltételezések alapján Narmer vagy Hór-Aha volt Egyiptom egyesítője és így az I. dinasztia alapítója.
Ménész (Aha-Meni) fiát Tetinek vagy Dzsernek hívták. Teti kezdte meg a memphiszi palota építését. Dzset emelte a Kó-komei piramisokat a mostani Szakkara mellett. Az I. dinasztia utolsó évei alatt borzasztó döghalál vagy belső zűrzavar pusztította a birodalmat, mint erről az egykorú sírokban talált égésnyomok tanúskodnak. Ennek következtében felbomlott minden törvényes rend, nagy bűntetteket követtek el, lázadások törtek ki, melyek gyorsan megbuktatták az első dinasztiát.
| Király             | Manethónnál  | Uralkodás ideje szénizotópos kormeghatározás alapján, i. e. | Uralkodás ideje von Beckerath szerint |
| ------------------ | ------------ | ----------------------------------------------------------- | ------------------------------------- |
| Narmer avagy Meni  | Ménész(?)    | ~3250                                                       | 3050–3007                             |
| Hór-Aha avagy Meni | Ménész(?)    | 3218–3035                                                   | 3007–2975                             |
| Dzser              | Kenkenész    | 3130–3021                                                   | 2975–2927                             |
| Dzset              | Uenephész    | 2921–2867                                                   | 2927–2914                             |
| Meritneith         | –            | 2970–2910                                                   | 2914–2893                             |
| Den                | Uszaphaisz   | 2945–2904                                                   | 2914–2867                             |
| Anedzsib           | Miebaisz     | 2921–2886                                                   | 2867–2861                             |
| Szemerkhet         | Szemempszész | 2921–2867                                                   | 2861–2853                             |
| II. Ka             | Bienekhész   | 2916–2842                                                   | 2853–2828                             |